# Christian Courtois
Christian Courtois (* 20. Juli 1912 in Cognac; † 7. August 1956 bei Ambérieux) war ein französischer Althistoriker.

## Leben und Werk
Christian Courtois studierte Geografie und Geschichte an der Sorbonne in Paris, besonders bei Jérôme Carcopino. Nach dem Baccalauréat (1930)  und den Lehramtsprüfungen (1933, 1935) ging er als Lehrer nach Algerien und lehrte am Lyceum von Algier. Während dieser Zeit leistete er mehrmals Militärdienst, zuerst von 1936 bis 1937, anschließend während des Zweiten Weltkriegs von 1939 bis 1940 und von 1942 bis 1945. Nach dem Krieg hielt er Lehrveranstaltungen an der Universität Algier ab.
Courtois kam 1956, im Alter von 44 Jahren, bei einem Verkehrsunfall in der Nähe von Ambérieux (bei Lyon) ums Leben.
Seine wissenschaftliche Arbeit war der Geschichte und Topografie Nordafrikas, besonders Algeriens, gewidmet. Courtois war einer der führenden Forscher zur Geschichte der Vandalen in Afrika und veröffentlichte zahlreiche Aufsätze und Lexikonartikel, unter anderem in der Realencyclopädie der classischen Altertumswissenschaft.

## Schriften (Auswahl)
- Timgad, Antique Thamugadi. Algier 1951
- Victor de Vita et son Œuvre. Etude Critique. Algier 1954
- Les Vandales et l’Afrique. Paris 1955. Nachdruck Aalen 1964